# Dendrochilum spathaceum
Dendrochilum spathaceum är en orkidéart som beskrevs av Heinrich Gustav Reichenbach. Dendrochilum spathaceum ingår i släktet Dendrochilum och familjen orkidéer.
Artens utbredningsområde är Java. Inga underarter finns listade i Catalogue of Life.